# Humua takeuchii
Genre
Espèce
Humua takeuchii, unique représentant du genre Humua, est une espèce d'araignées aranéomorphes de la famille des Corinnidae.

## Distribution
Cette espèce est endémique d'Ishigaki-jima dans les îles Yaeyama dans l'archipel Nansei au Japon,.

## Description
Le mâle mesure 3,56 mm et les femelles de 4,00 à 4,37 mm.

## Étymologie
Cette espèce est nommée en l'honneur de Naonori Takeuchi.

## Publication originale
- Ono, 1987 : A new Japanese castianeirine genus (Araneae, Clubionidae) with presumptive prototype of salticoid eyes. Bulletin of the National Science Museum, Tokyo, ser. A Zoology, vol. 13, no 1, p. 13-19 (texte intégral).